# 水たまり

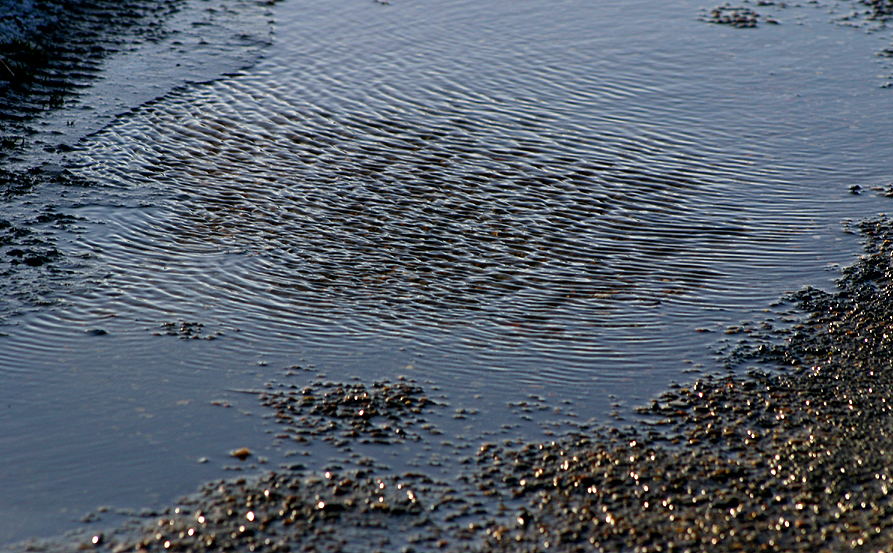
水たまり

水たまり（みずたまり）は、狭義では雨の後などで一時的に水の浅くたまった所、またはその状態のこと。広義では水のたまったところの総称で、湖に匹敵する大規模な地形も含まれる場合がある。

## 形成と消失

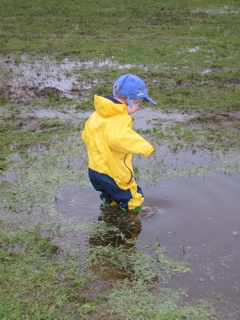
水たまりで遊ぶ子供

水たまりは、継続的な降雨などで土壌中の水が一時的に飽和状態に達し、水がそれ以上しみこまなくなること、土質が固くて水がしみこみにくいなどの条件で形成される。一般的に水たまりは長く残存することはなく、自然に地面に浸透したり、蒸発して消失する。

## 影響
非舗装面にできた水たまりは、乾燥しても、後に粘土のたまったぬかるみを作ることが多い。車道の場合には轍の部分にできるため、しぶきによる被害や、冬季は凍結して事故にもつながる。

### 泥団子
水たまりの後に残る粘土は子供のよいおもちゃとなる。特に泥団子は乾燥させると非常に堅くなる。さらに、乾燥した泥をその表面にかけ、時間をかけて磨くことで非常に美しいつやを出せる。これは水たまりの中で粘土が沈殿する際に、1μm以下程度の細粒が表面に堆積し、これを団子表面にかけて磨くことで、それらの粒子がその表面によくそろった形で並ぶことによるらしい。大人にもこれを趣味とする人たちがいる。

## 生物相
水たまりにであってもアメンボなどの昆虫や野鳥が集まってくる場合も多い。カエルやトンボ、蚊などの産卵場所になることもある。このような場所に産卵するような動物は、短期間で成長して水たまりがなくなる前に羽化したり変態したりして水たまりを脱出する。といっても、水たまりの保持期間は予測が難しいから、失敗して間に合わずに死滅することもままある。このような繁殖方法を取るものは往々に小卵多産戦略者である。
毎年一定の季節になると同じ場所にでき、比較的長い時間にわたって残存する水たまりの場合は、定期的な乾燥に耐えるような生物が定住する例もある。広い意味では水田もそのような環境であり、ミジンコやカブトエビ、ホウネンエビなどはその例である。カダヤシ目のノソブランキウス等もこの例である。